# Готпольд
Готпольд (также Готтард ; Готтбольд ; Готарт ; Хотарт) (нем. Gotpold; ? — 10 марта 1169) — богемский  церковный деятель, католический священник, епископ Пражский (1168).
Родился в Тюрингии.  Был родственником чешской королевы Ютты Тюрингской. Служил каноником Страговского монастыря премонстратов. Ютта Тюрингская безуспешно рекомендовала его аббатом в Желивский монастырь.
После смерти пражского епископа Даниэля I Готпольд при поддержке королевы был избран его преемником. Однако умер 10 марта 1169 года во время избрания епископом.